# Schloss Eitting (Laberweinting)

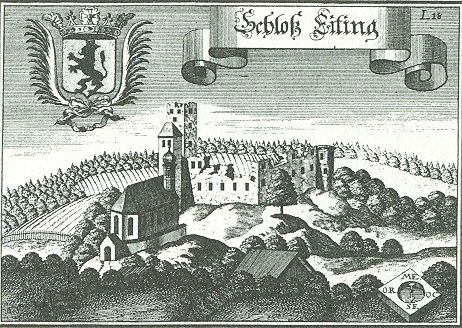
Schloss Eitting nach einem Stich von Michael Wening von 1721

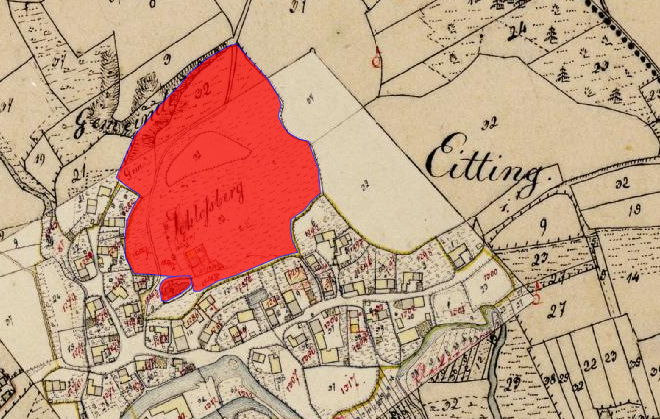
Lageplan von Schloss Eitting auf dem Urkataster von Bayern

Das abgegangene Schloss Eitting befand sich im heutigen Gemeindeteil Eitting der niederbayerischen Gemeinde Laberweinting im Landkreis Straubing-Bogen von Bayern (nordöstlich der Filialkirche St. Johannes der Täufer von Eitting gelegen). Die Anlage wird als Bodendenkmal unter der Aktennummer D-2-7139-0006 mit der Beschreibung „Untertägige mittelalterliche und frühneuzeitliche Befunde im Bereich des abgegangenen Schlosses von Eitting mit einstmaligen Wirtschaftgebäuden und Gartenanlagen, darunter die Spuren von Vorgängerbauten bzw. älterer Bauphasen und abgebrochenen Gebäudeteile“ geführt. 

## Geschichte
Auf dem Schlossberg ließen die Bischöfe von Regensburg eine Burg errichten, die 1147 erstmals erwähnt wurde und als Ministerialensitz diente. Ab dem 13. Jahrhundert war Eitting eine geschlossene Hofmark mit dem Bischof von Regensburg als Grund- und Gerichtsherrn. Die Burg wurde während des Dreißigjährigen Krieges 1632 von den Schweden zerstört und als Ruine hinterlassen. Sie wurde nicht wiederaufgebaut.

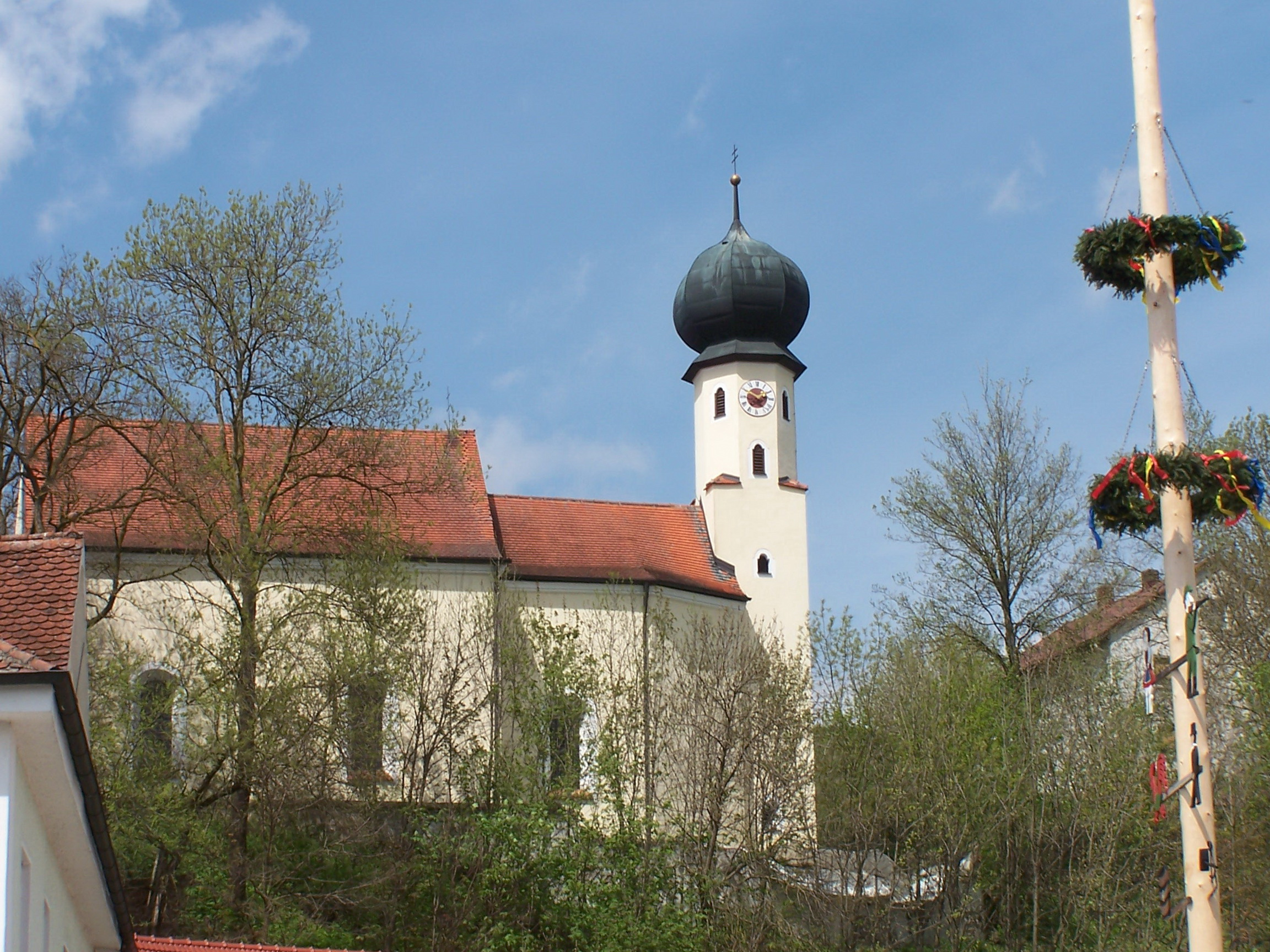
Filialkirche St. Johannes der Täufer in Eitting

Die noch genutzte Burgkapelle wurde wegen Baufälligkeit 1683 aufgelassen. 1695 erfolgte die Weihe der jetzigen Kirche (Filialkirche St. Johannes der Täufer) unterhalb des Schlossberges. Mit der Säkularisation ging 1803 der gesamte bischöfliche Besitz an den Staat über und die Burgruine wurde verkauft. 1810 wurde die Burg abgebrochen und im 19. Jahrhundert als Steinbruch verwendet. Der Schlossberg ist 1981 an der Südseite abgerutscht. Von der Burg ist heute nur noch eine Wallanlage erhalten.